# Alessandro Bianchi (Fußballspieler, 1966)

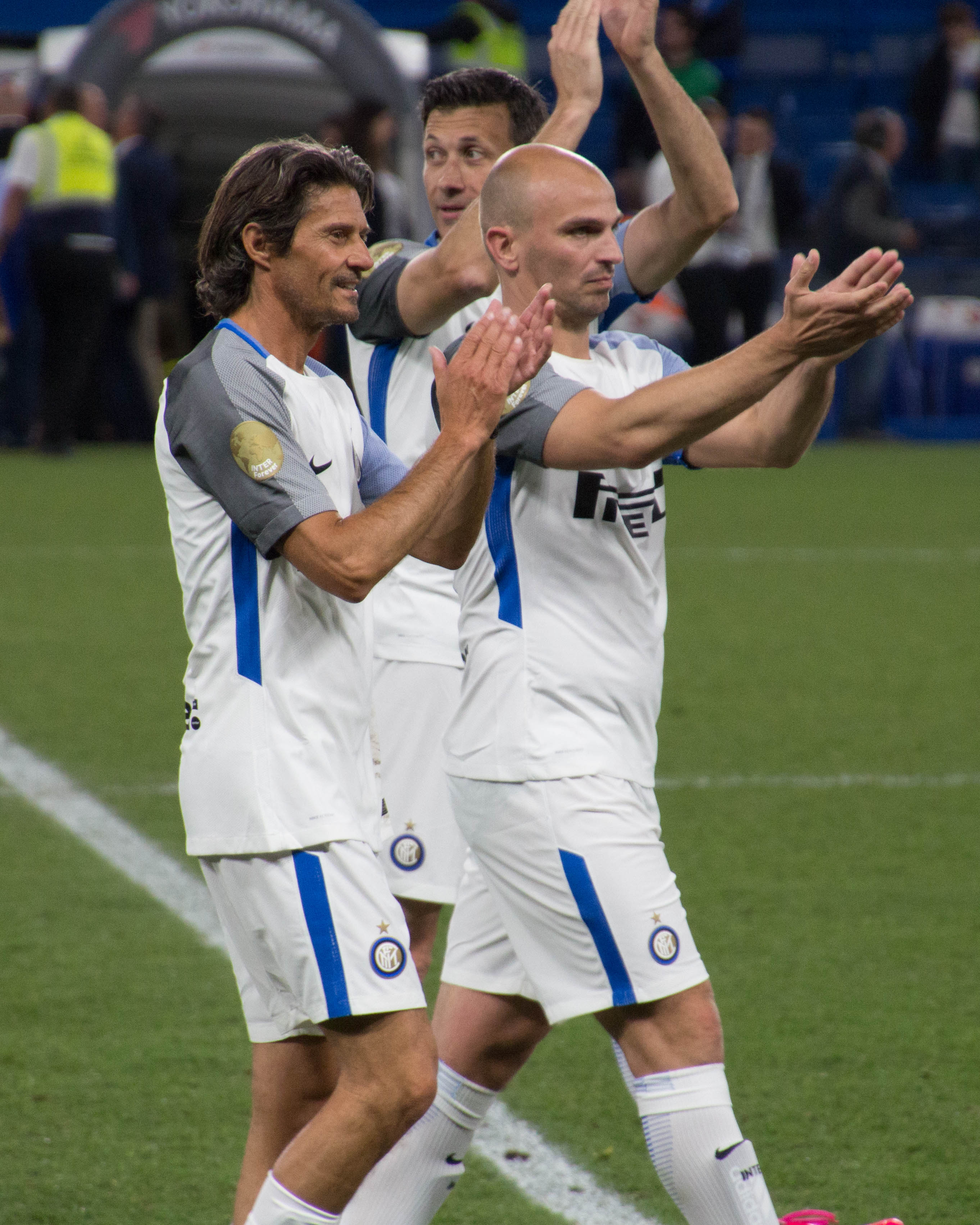

Alessandro Bianchi (* 7. April 1966 in Cervia) ist ein ehemaliger italienischer Fußballspieler.

## Karriere
Bianchi begann seine Karriere beim AC Cesena in der zweiten italienischen Liga. Anschließend wechselte er eine Saison zu Calcio Padova in Serie C, bevor er für eine weitere Spielzeit zum AC Cesena, der zuvor in die Serie A aufgestiegen war, zurückkehrte.
1988 wechselte Bianchi zu Inter Mailand, wo er die nächsten acht Saisons spielte und seine größten Erfolge feierte. So war er Stammkraft in der von Giovanni Trapattoni betreuten Mannschaft, welche 1989 die Meisterschaft gewann und noch heute „Inter dei Record“ genannt wird. Außerdem gewann Bianchi mit den Mailändern zweimal den UEFA-Pokal und einmal den italienischen Supercup. Während seiner Zeit bei Inter brachte er es auch auf neun Einsätze in der italienischen Nationalmannschaft.
Im Jahr 1996 kehrte Bianchi erneut zu Cesena zurück, wo er zum Teil in der Serie B, zum Teil in der Serie C spielte und im Jahr 2001 seine Karriere beendete.

## Erfolge
- UEFA-Pokal: 1990/91, 1993/94
- Italienische Meisterschaft: 1988/89
- Italienischer Supercup: 1989